# Knightomiroides ponderosae
Knightomiroides ponderosae är en insektsart som beskrevs av Stonedahl och Schwartz 1996. Knightomiroides ponderosae ingår i släktet Knightomiroides och familjen ängsskinnbaggar. Inga underarter finns listade i Catalogue of Life.